# Пересмішник білокрилий
Пересмішник білокрилий (Mimus triurus) — вид горобцеподібних птахів родини пересмішникових (Mimidae). Вид зустрічається в Бразилії, Болівії, Уругваї, Парагваї, Аргентині та Чилі. Мешкає на відкритих місцевостях серед чагарників та у вторинних лісах. Тіло завдовжки до 20 см. Живиться фруктами, комахами, дрібними хребетними.